# Japans försvarsminister
Japans försvarsminister är en minister i Japans regering som leder Japans försvarsministerium. Under försvarsministeriet sorterar Japans självförsvarsstyrkor.
Posten som försvarsminister kom till i januari 2007 när Shinzō Abe sjösatte en reform som bland annat ombildade den tidigare försvarsmyndigheten till Japans försvarsministerium.

## Försvarsministrar
- 1. Fumio Kyūma, regeringen Shinzō Abe I, LDP, 9 januari 2007–4 juli 2007
- 2. Yuriko Koike, regeringen Shinzō Abe I, LDP, 4 juli 2007–27 augusti 2007
- 3. Masahiko Kōmura, LDP, 27 augusti 2007–26 september 2007
- 4. Shigeru Ishiba, LDP, 26 september 2007–2 augusti 2008
- 5. Yoshimasa Hayashi, LDP, 2 augusti 2008–24 september 2008
- 6. Yasukazu Hamada, regeringen Asō, LDP, 24 september 2008–16 september 2009
- 7 och 8. Toshimi Kitazawa, regeringen Yukio Hatoyama, regeringen Kan, regeringen Kan (första ombildningen) och regeringen Kan (andra ombildningen), DPJ, 16 september 2009–2 september 2011
- 9. Yasuo Ichikawa, regeringen Noda, DPJ, 2 september 2011–13 januari 2012
- 10. Naoki Tanaka, regeringen Noda (första ombildningen), DPJ, 13 januari 2012–4 juni 2012
- 11. Satoshi Morimoto, regeringen Noda (andra ombildningen) och regeringen Noda (tredje ombildningen), partilös, 4 juni 2012–26 december 2012
- 12. Itsunori Onodera, LDP, 26 december 2012–3 september 2014
- 13. Akinori Eto, LDP, 3 september 2014–24 december 2014
- 14. Gen Nakatani, LDP, 24 december 2014–3 augusti 2016
- 15. Tomomi Inada, LDP, 3 augusti 2016–28 juli 2017
- 16. Fumio Kishida, regeringen Shinzō Abe III (andra ombildningen), LDP, 28 juli 2017–3 augusti 2017
- 17 och 18. Itsunori Onodera, LDP, 3 augusti 2017–2 oktober 2018
- 19. Takeshi Iwaya, regeringen Shinzō Abe IV (första ombildningen), LDP, 2 oktober 2018–11 september 2019
- 20. Taro Kono, regeringen Shinzō Abe IV (andra ombildningen), LDP, 11 september 2019–16 september 2020
- 21, 22 och 23. Nobuo Kishi, regeringen Suga, regeringen Kishida I och regeringen Kishida II, LDP, 16 september 2020–9 augusti 2022[1]
- 24. Yasukazu Hamada, Regeringen Kishida II (första ombildningen), LDP, 10 augusti 2022–13 september 2023[2]
- 25. Minoru Kihara, Regeringen Kishida II (andra ombildningen), LDP, 13 september 2023–1 oktober 2024
- 26. Gen Nakatani, regeringen Ishiba I, LDP, 1 oktober 2024–

Denna lista hämtas från Wikidata. Informationen kan ändras där.